# Bill Arigoni
Giuseppe «Bill» Arigoni (* 23. August 1949; † 12. Februar 2010 in Magliaso) war ein Schweizer Politiker (PdA, SP).

## Biografie
Der Gewerkschafter Arigoni gehörte von 1988 bis 1991 dem Grossen Rat des Kantons Tessin an. 1991 trat er aus dem Grossen Rat zurück und aus der PdA aus. 1997 wurde er von seinem Arbeitgeber Mikron nach 25-jähriger Tätigkeit entlassen, er protestierte dagegen mit einem 12-tägigen Hungerstreik. Als Mitglied der SP gehörte Arigoni seit 1999 erneut dem Grossen Rat an. Weiter war er Präsident des Tessiner Mieterverbandes und Mitglied der Gemeindeexekutive von Magliaso. 
Arigoni wurde am Abend des 11. Februar 2010 auf einem Fussgängerstreifen angefahren und erlag am nächsten Tag seinen schweren Verletzungen. Sein Sohn Alessio Arigoni wurde Politiker für den Partito Socialista im Tessin.